# Guillaume Boivin de La Martinière
Guillaume Boivin de la Martinière, né le 10 janvier 1745 à Vire (Calvados), et mort le 7 juillet 1820  à Rully (Calvados), est un général français de la Révolution et de l’Empire.

## Famille
La famille Boivin ou Boyvin est originaire de la région de Vire. On la trouvait autrefois notamment à Saint-Germain-de-Tallevende, La Lande-Vaumont, ancienne commune désormais rattachée à la précédente, et Maisoncelles-la-Jourdan, où existent les villages de la Bévinière, probable déformation du mot Boivinière, et la Clavellière Boivin. Cette famille a accolé à son patronyme le lieu de la Martinière qu'elle possédait. Il existe des lieux-dits de ce nom à La Lande-Vaumont et à Saint-Christophe-de-Chaulieu. Le 11 juillet 1690 à La Lande-Vaumont, Nicolas Boyvin, sieur de la Martinière, bourgeois de Saint-Pierre de Caen, fils de Michel Boyvin et de Marie André, épouse demoiselle Barbe de la Croix, fille de noble homme Claude de la Croix, écuyer, et d'Antoinette Pitard, de la paroisse de Saint-Germain-de-Tallevende. Ils auront des enfants à Vire.
Le 11 février 1744 à Vire, Philippe Boyvin, sieur de la Martinière, garde du corps de sa majesté, bourgeois de Vire, fils de Michel Boyvin, sieur de la Martinière, et de Charlotte Hulin, épouse Jeanne Asselin, fille de Just Asselin, aussi qualifié de sieur de la Martinière, et de demoiselle Marie Le Maignen. Ce sont les parents de Guillaume Boivin de la Martinière.

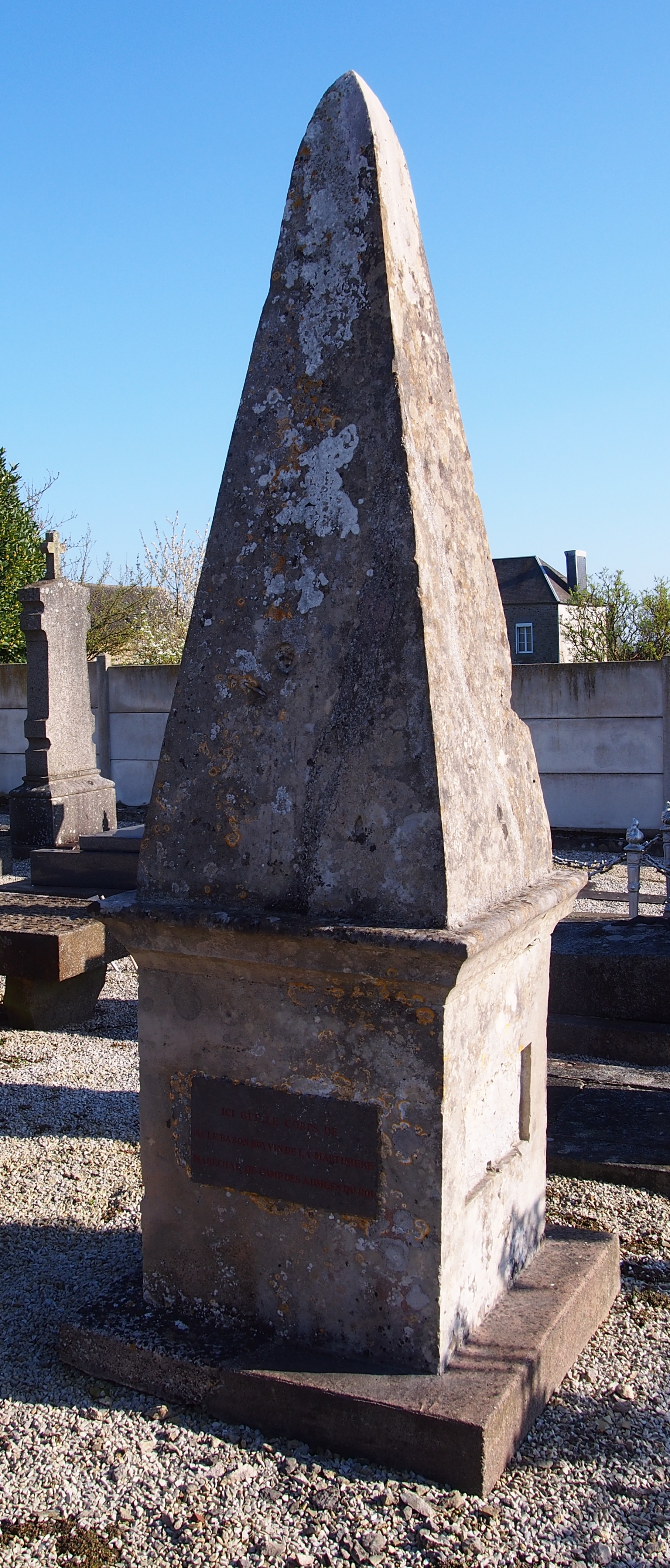
Le tombeau de Guillaume Boivin de La Martinière, à Rully.

## Biographie
- 16 juillet 1766 : élève à l'école d'artillerie de Bapaume
- 18 mai 1767 : lieutenant dans le régiment d'artillerie d'Auxonne (6e)
- 3 juin 1779 : Capitaine
- sous les ordres du général Jean-Baptiste Donatien de Vimeur de Rochambeau, participe aux guerres d'Indépendance de l'Amérique de 1780 à 1783
- 17 octobre 1784 : Capitaine commandant
- 1787 : détaché à Naples pour opérer des changements décidés par le Roi des Deux-Siciles
- 23 novembre 1787 : Ferdinand IV lui confère le grade de major
- 3 février 1789 : lieutenant-colonel
- 11 juillet 1790 : Louis XVI le envoie l'ordre militaire de Saint-Louis
- 28 août 1792 : nommé lieutenant-colonel dans le 1er régiment d'artillerie à pied
- février 1793 : sous les ordres du Général Dumouriez, participe aux batailles de Breda et de Gertruyemberg
- 5 août 1793 : nommé par le ministre de la guerre commandant de l'arsenal de Douai
- 1er pluviôse an X : commandant de l'école d'Artillerie de Besançon
- 4 frimaire an XI : commandant de l'École d'application de l'artillerie et du génie de Metz
- 4 frimaire an XII : reçoit la Légion d'Honneur
- 25 prairial an XII : officier de la Légion d'Honneur
- 12 prairial an XIII : général de brigade, et appelé comme major-général de l'armée
- 3 mars 1807 : l'empereur lui donne la croix de commandant de Légion d'Honneur
- 5 août 1809 : admis à la retraite ; Napoléon lui confère le titre de Baron d'empire

Il s'est retiré dans son château de la Sonnardière à Rully, commune où son tombeau est toujours visible, avec les mentions :
Ici gît le corps de

Mr le baron BOYVIN DE LA MARTINIERE

Maréchal de camp des armées du roi

Commandeur de l'ordre royal

de la Légion d'Honneur

décédé en son château à Rully

le 7 juillet 1820

## Guillaume Boivin de la Martinière etDouai
En 1793, il règle en la place de Douai une anarchie, une indiscipline et un désordre dans la garnison, d'autant plus que la ville se trouvait dépourvue d'approvisionnement et l'ennemi menaçait. Le colonel Guillaume Boivin de la Martinière rétablit l'ordre, le calme dans les ateliers et ramena la garnison dans le devoir. Il quitta sa direction le 1er pluviôse de l'an X.

## Armoiries
| Figure | Blasonnement |
|        | Armes du baron Boivin de la Martinière et de l'Empire (décret du 19 mars 1808, lettres patentes du 20 août 1809 (Quartier général impérial de Schönbrunn)) D'azur à la fasce d'or accompagnée de trois croisettes du même, franc quartier des barons tirés de l'armée., Livrées : les couleurs de l'écu. |